# Nocturnos, op. 15

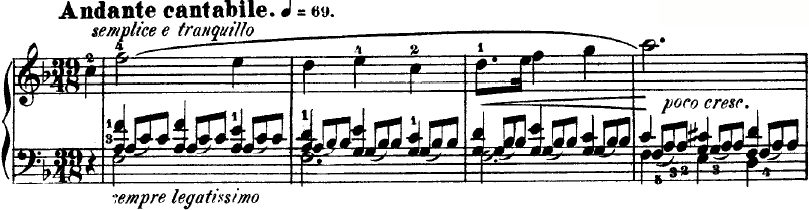
Los primeros compases del Nocturno n.° 1 en fa mayor.

Los Nocturnos, op. 15 son un conjunto de tres nocturnos para piano solo escritos por Frédéric Chopin entre 1830 y 1833. La obra se publicó en enero de 1834 y fue dedicada a Ferdinand Hiller. Estos nocturnos muestran un enfoque más personal de la forma nocturno que el anterior ciclo opus 9. Las melodías y la profundidad emocional de estos nocturnos se han considerado más "chopinescos".

## Nocturno en fa mayor, op. 15, n.° 1
El cuarto nocturno de Chopin está en forma ternaria simple (A – B – A). La primera sección, en fa mayor, presenta una melodía muy simple sobre un patrón de tresillo descendente en la mano izquierda. La sección central en fa menor, en gran contraste con los temas externos, es rápida y dramática (Con fuoco) usando una textura de notas dobles desafiantes en la mano derecha. Después de un retorno al sereno tema A, el final no contiene una coda, sino dos arpegios simples. Algunos críticos han señalado que este nocturno tiene poco que ver con la noche, como si la luz del sol "se filtrara por las costuras de la pieza."

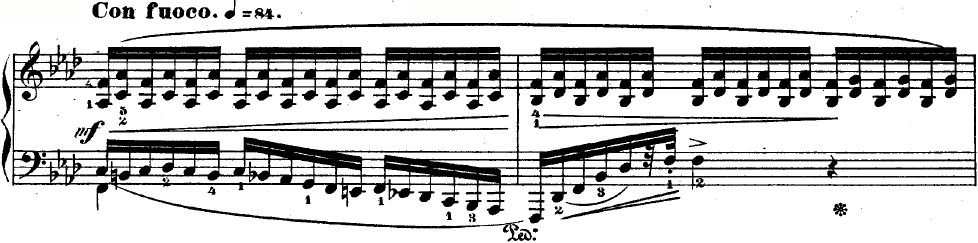
El segundo tema del Nocturno n.° 1 en fa menor.

## Nocturno en fa sostenido mayor, op. 15, no.° 2

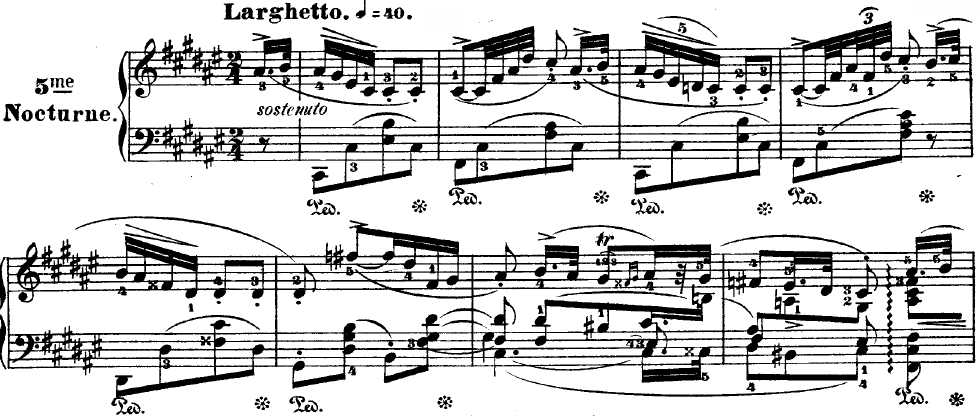
Los compases introductorios del Nocturno no.° 2 en F mayor.

El quinto nocturno de Chopin está en la forma A – B – A, en compás de  2
4. La primera sección, marcada como Larghetto, presenta una melodía intrincada y elaboradamente ornamental sobre un bajo uniforme. La segunda sección, denominada doppio movimento (doble velocidad), se asemeja a un scherzo con melodía punteada de corchea-semicorchea, semicorcheas en una voz más grave en la mano derecha y grandes saltos en el bajo. La sección final es una versión abreviada de la primera (14 compases en lugar de 24) con cadencias y elaboración características, terminando con un arpegio en fa♯ mayor, que cae al principio y luego se desvanece. Muchos consideran que este nocturno es el mejor de la obra, afirmando que su madurez musical coincide con algunos de sus nocturnos posteriores." El pianista Theodor Kullak comentó sobre esta pieza, "El regreso del tema de apertura celestial... toca [a uno] como una bendición".

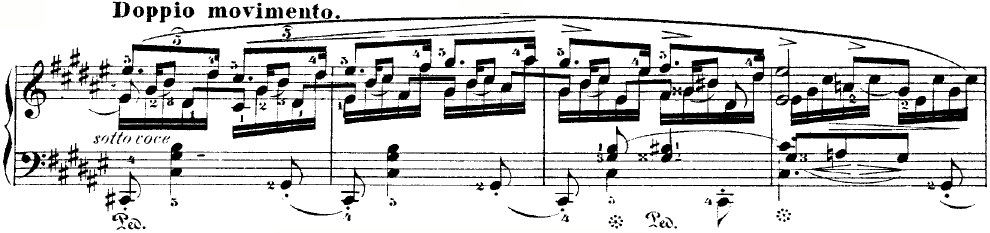
El segundo tema del Nocturno no.° 2 en fa mayor.

## Nocturno en sol menor, Op. 15, no.° 3

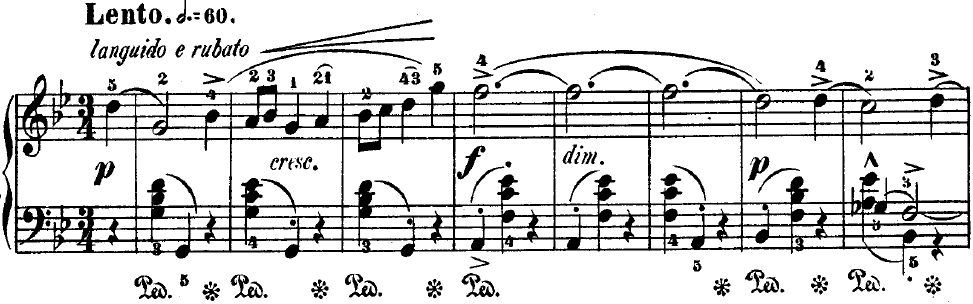
Los primeros compases del Nocturno n.° 3 en sol menor.

El sexto nocturno de Chopin comienza con un tempo Lento y está escrito en compás de 3
4. La parte de la mano derecha se compone de patrones simples de corcheas y negras, seguidos de un aumento y caída cromática. La parte de la mano izquierda mantiene patrones de negras para apoyar la mano derecha, con marcas de pedal cada seis notas. La parte final de la pieza está marcada como Religioso y usa acordes legato en la parte de la mano derecha.
La pieza se sale de la forma ternaria habitual en un nocturno de Chopin. La sección de conclusión no solo no está relacionada temáticamente con la de apertura, sino que está en una tonalidad diferente (fa mayor). Los últimos cuatro compases vuelven a sol menor, aunque el acorde final es mayor (una tercera de Picardía), como es habitual en un nocturno de Chopin.
Chopin originalmente tituló este nocturno "En el cementerio" cuando lo compuso un día después de asistir a una actuación de Hamlet, pero borró la inscripción cuando se iba a imprimir la pieza, diciendo: "Que lo averigüen por sí mismos".